# 955 TCN
955 TCN là một năm trong lịch La Mã.